# Berești
Berești és una ciutat del comtat de Galați (Romania). Es troba a la regió històrica de Moldàvia occidental.
Segons el cens del 2011, la població de Berești és de 2.916 habitants, per sota del cens anterior del 2002, quan es van registrar 3.601 habitants. La majoria dels habitants són romanesos (96,91%). Per al 2,64% de la població, se'n desconeix l’ètnia.

## Fills il·lustres
- Paul Bujor (1862–1952), zoòleg
- Maria Grapini (n. 1954), empresària i política